# Atterrissage
« Atterrissage » désigne, au sens étymologique, le fait de rejoindre la terre ferme. Le terme recouvre cependant des notions différentes suivant qu'il est employé dans le domaine maritime ou aéronautique.

## Domaine aéronautique

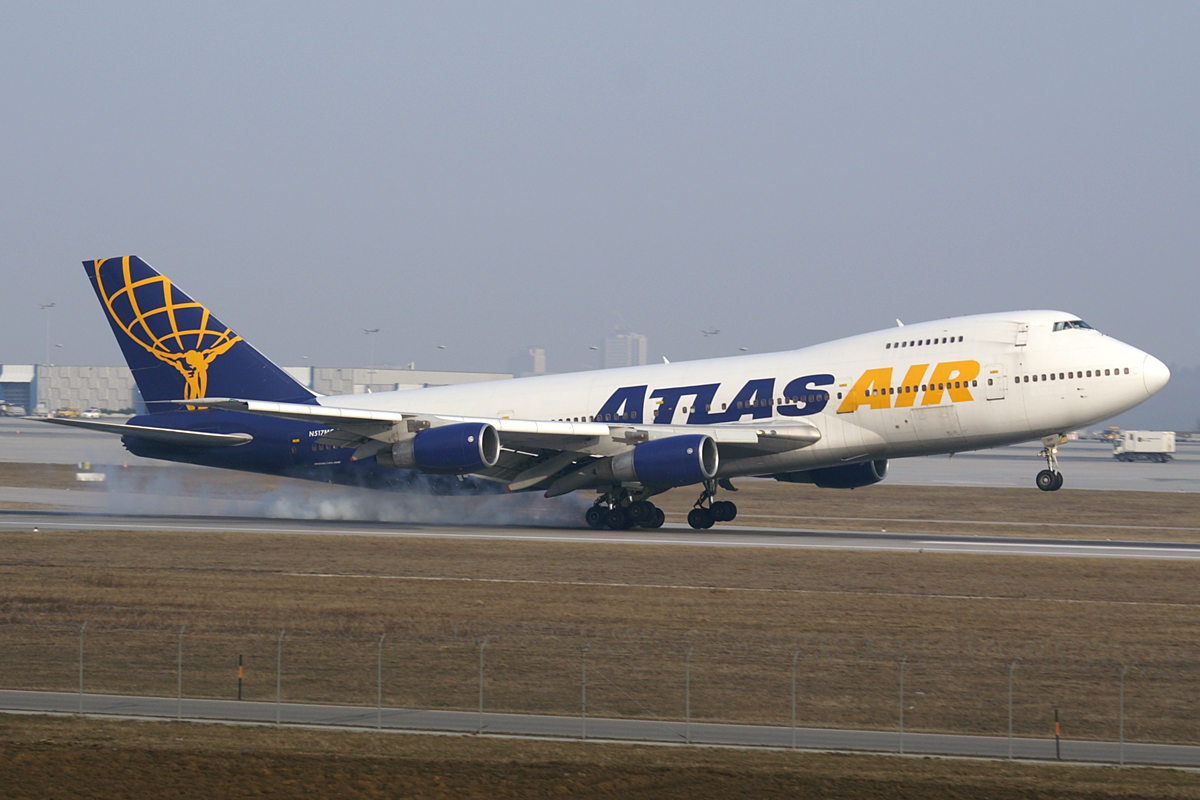
Atterrissage d'un avion de ligne. On note le nez relevé, posé uniquement sur le train principal et la fumée causée par la friction des pneus sur la piste

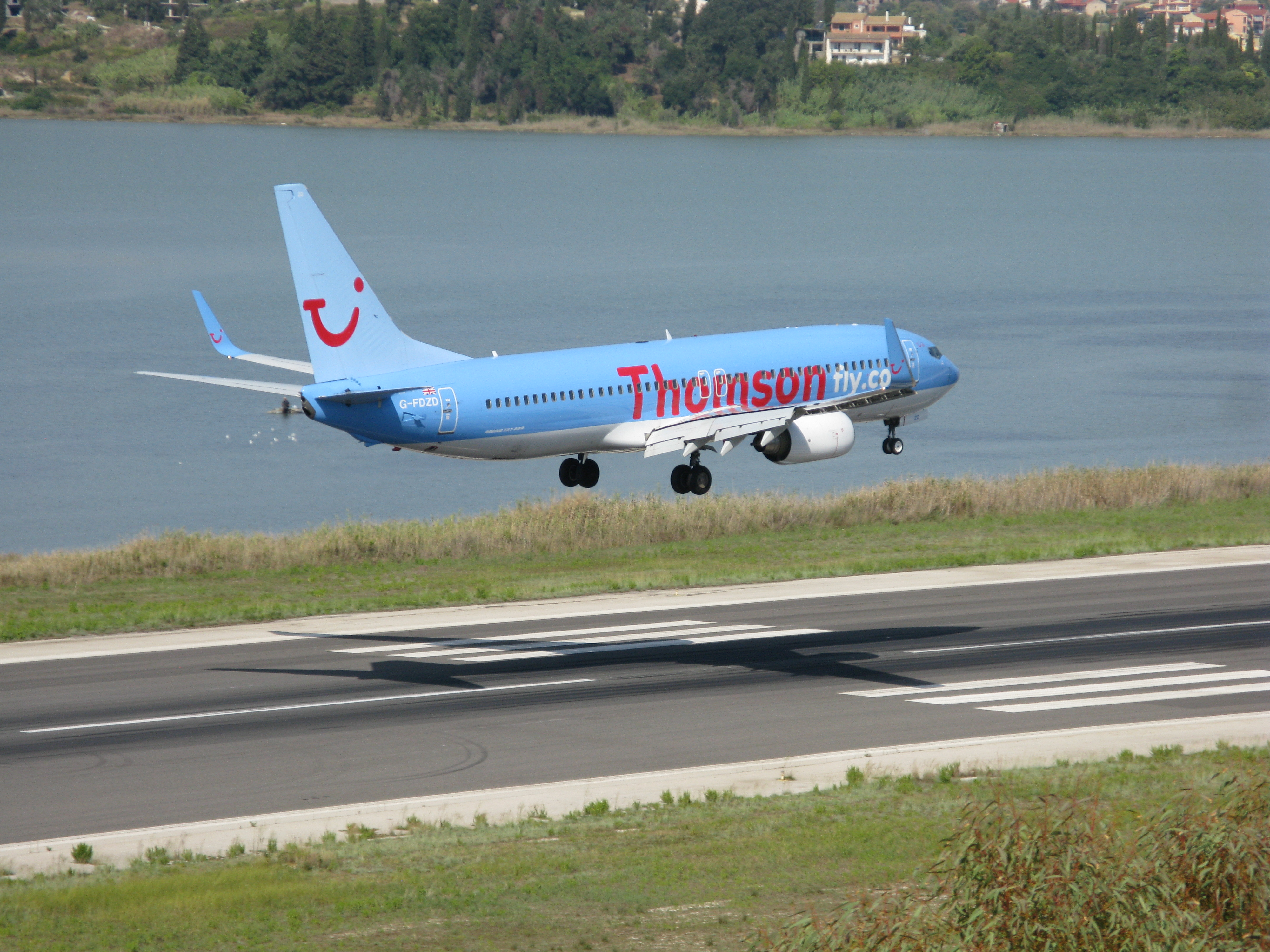
Boeing B737-800 à l'atterrissage sur la piste 35 de l'aéroport international de Corfou.

Selon l'aéronef concerné (avion de ligne, hydravion, hélicoptère, avion d'armes, etc.), la phase d'atterrissage peut désigner des manœuvres significativement différentes.

### Principe général (sur avion)
L'atterrissage constitue la fin de la procédure d'approche.
Juste avant l'atterrissage, l'avion suit une trajectoire appelée finale, dans l'axe de la piste, en descente avec une pente généralement de 3° (soit 5 %),. Pendant la finale, le pilote a déployé certains dispositifs hypersustentateurs comme les volets et les becs (sur les aéronefs qui en sont équipés), permettant de conserver une portance suffisante malgré une vitesse bien plus faible que celle pratiquée en croisière. Le train d'atterrissage est également déployé, sur les avions équipés d'un train rétractable.
L'atterrissage se déroule ensuite de la manière suivante :
1. Le seuil de piste est survolé à une hauteur minimale de 50 ft (soit environ 15 m). Une fois le seuil de piste dépassé, le pilote exécute un arrondi en tirant sur le manche pour réduire la pente de sa trajectoire afin que cette dernière soit tangente à la piste, et que le premier contact se fasse par le train d'atterrissage principal[3]. En même temps, il réduit la puissance des moteurs. En cas de vent de travers, il exécute également une manœuvre de « décrabage » par une action sur le palonnier, afin de ré-axer l'avion sur l'axe de piste.
2. La prise de contact avec le sol a lieu au niveau du train principal. Le pilote gère ensuite, par des ajustements sur le manche, la prise de contact du train avant avec le sol : c'est la dérotation. Dans le même temps, il réduit complètement la puissance des moteurs et use de certains dispositifs pour commence à freiner l'avion (inverseurs de poussée, spoilers et/ou aérofreins).
3. Dès que le train avant touche le sol, le pilote intensifie le freinage en ajoutant aux dispositifs déjà engagés le freinage des roues, généralement commandé par un appui symétrique sur le palonnier.Voilure d'un A319 à l'atterrissage. A gauche, les becs de bord d'attaque et les aérofreins sont déployés. A droite, ces dispositifs ont été rétractés une fois la vitesse contrôlée.

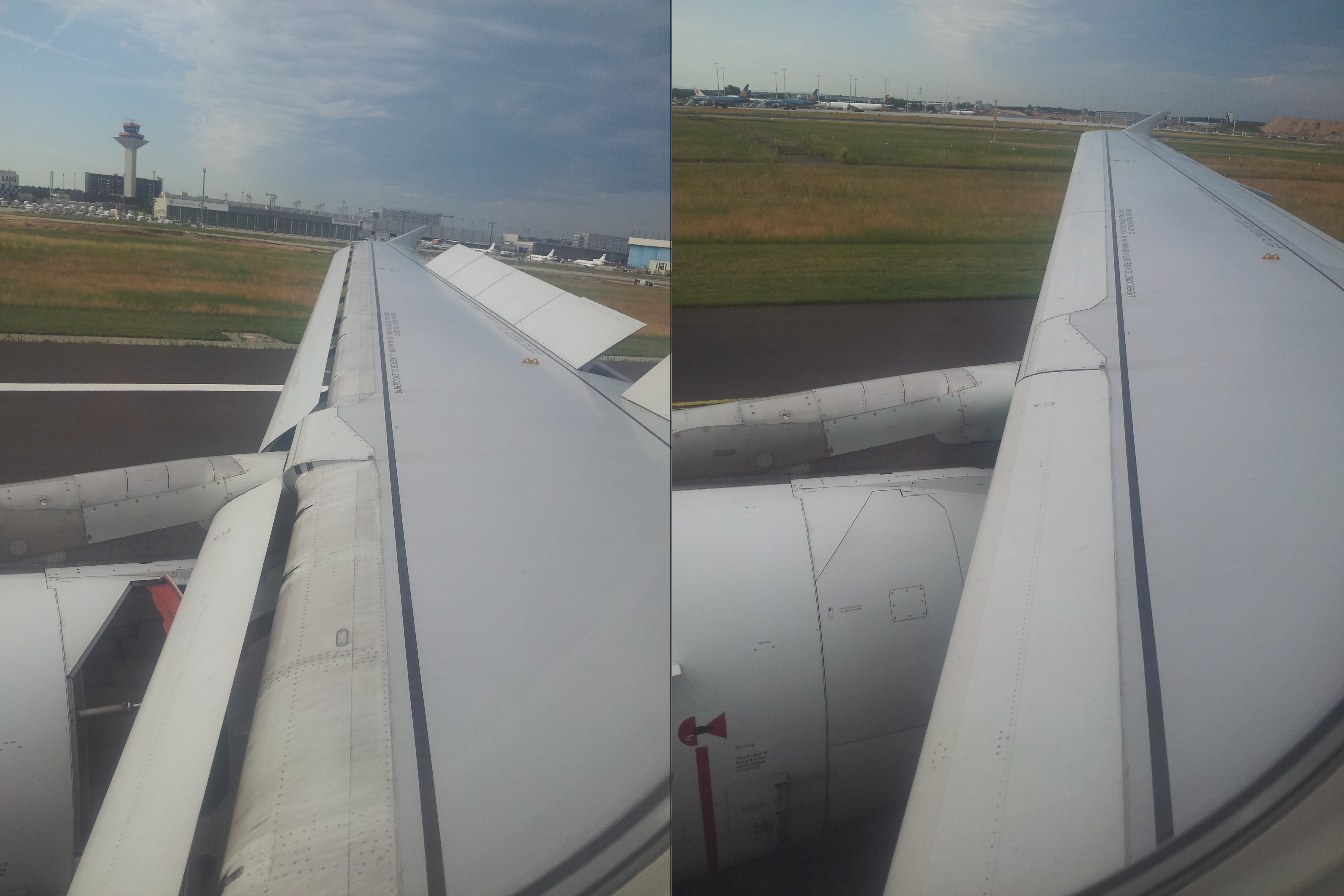
Voilure d'un A319 à l'atterrissage. A gauche, les becs de bord d'attaque et les aérofreins sont déployés. A droite, ces dispositifs ont été rétractés une fois la vitesse contrôlée.

Le train principal assure l'absorption de l'énergie lors du toucher des roues sur la piste, puis l'ensemble du train permet le déplacement de l'avion lors du roulage au sol.

### Atterrissage automatique
Sur certains avions équipés de commandes de vol électriques, notamment la majeure partie des avions de la gamme Airbus, l'atterrissage et le freinage qui l'accompagne sont des manœuvres qui peuvent être réalisées de manière entièrement automatique. On parle alors d'autoland et d'autobrake. L'autoland est notamment utilisé pour les atterrissages pratiqués avec une visibilité très réduite.

### Atterrissage par vent de travers

Atterrissage par vent de travers

En cas de fort vent de travers sur la piste d'atterrissage, l'approche est réalisée « en crabe », c'est-à-dire avec le nez de l'avion légèrement désaxé vers le côté de provenance du vent. Cela permet de compenser la dérive latérale liée au vent.
Juste avant le toucher du train principal, le pilote effectue une action sur le palonnier pour réaligner l'avion sur l'axe de piste, ceci afin d'éviter des efforts transversaux trop importants sur le train d'atterrissage : c'est le décrabage.

### Atterrissage vertical
Les hélicoptères sont capables de se poser verticalement car ils peuvent ne pas avoir de vitesse horizontale. En cas de panne de moteur, ils peuvent également se poser en autorotation.
Les avions de type ADAV (avion à décollage et atterrissage verticaux) sont conçus pour se déplacer verticalement comme leur nom l'indique.

### Atterrissage sur l'eau (amerrissage)

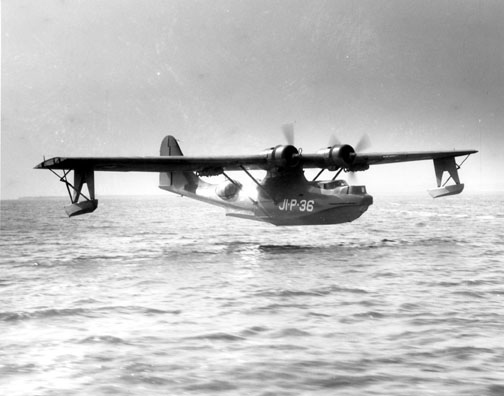
Un PBY Catalina sur le point d'amerrir.

#### Cas normal
Un hydravion se pose sur l'eau à l'aide de ses flotteurs, de la même façon qu'un avion se pose sur terre en utilisant ses roues. On parle alors d’amerrissage.

#### Cas exceptionnel
En cas de détresse, un avion ou un hélicoptère pourra aussi se poser sur un plan d'eau mais ceci constitue un cas limite (voir crash). Selon la force de la mer, cette tentative a souvent des conséquences aussi catastrophiques que sur terre.
Dans le cas de l'hélicoptère, certains sont équipés de flotteurs se gonflant automatiquement au contact de l'eau. Le dispositif déclencheur est un circuit électrique dont deux contacts sont isolés par une pastille de sel. Le courant est établi instantanément lorsque l'eau mouille le sel. La tension actionne alors des dispositifs pyrotechniques ouvrant les vannes de bouteilles d'air comprimé qui gonflent des boudins de flottaison pliés dans des logements. L'appareil peut ensuite repartir, soit par ses propres moyens, soit être remis en état après récupération.
Dans le cas d'un avion, la flottabilité doit être garantie pour une durée suffisante pour permettre l'évacuation des passagers (90 secondes). Ceux-ci quittent alors l'avion par des toboggans d'évacuation spécialement équipés pour servir de radeaux de sauvetage.

### Appontage

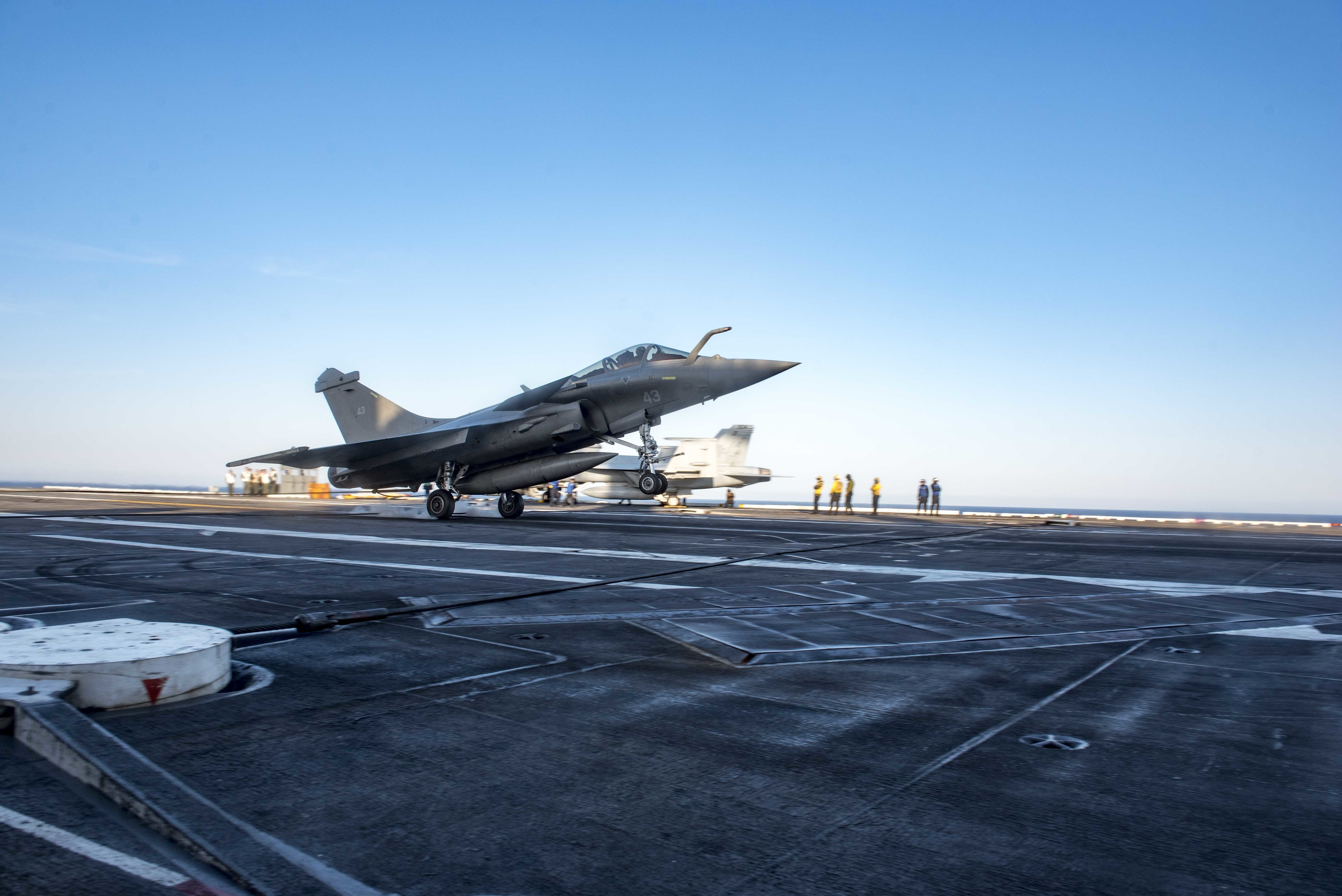
Un Rafale à l'appontage

Lorsqu'un avion se pose sur un porte-avions, l'atterrissage est appelé appontage. Il s'agit d'un atterrissage court, vu la longueur réduite du pont, et qui met le plus souvent en œuvre une crosse d'appontage et des brins d'arrêt.
L'appontage est une manœuvre délicate car :
- le pont est une surface non stable, mobile dans toutes les directions en raison de la vitesse propre du porte-avions et du mouvement provoqué par la houle plus ou moins forte ;
- le pont est une surface de taille réduite, que l'avion doit viser de façon très précise pour se poser au bon endroit.

Des systèmes de guidage permettent cependant d'assister le pilote dans sa manœuvre d'approche.

### Atterrissage d'un planeur
L'atterrissage d'un planeur comporte les mêmes étapes que l'atterrissage d'un avion, à l'exception du contrôle moteur. La gestion de la trajectoire de finale est réalisée au moyen du système d'aérofreins, dont la sortie complète permet de corriger une arrivée trop haute ou trop rapide.

### Atterrissage tactique
Un avion militaire dont le pilote voudra rester le plus longtemps possible hors de portée des armes légères, éventuellement menaçantes pour sa sécurité, aux abords d'un aérodrome plongera vers la piste suivant un angle de pente très prononcé et fera un arrondi brutal et donc très contraignant pour la voilure.
Un hélicoptère militaire, dont la procédure de poser vertical est assez longue et le rend donc vulnérable, fera un atterrissage tactique en se posant comme un avion avec une vitesse d'avancement élevée sur son train d'atterrissage ou sur ses patins si le terrain (prairie dégagée) le permet.

### Atterrissage court
L'atterrissage court est un atterrissage classique mais en utilisant une distance de piste réduite. Suivant le type d'avion, elle peut se faire en utilisant des dispositifs de freinage spécifiques, une vitesse d'approche réduite (rognant la marge à la vitesse de décrochage Vs), ou les capacités naturelles de l'avion (voir ADAC).

### Atterrissage trois points
Les anciens avions possèdent un train dit classique (un train avant et une roulette de queue à l'arrière). Les pilotes de ces machines s'appliquent en général à poser les trois roues en même temps (surtout quand il y a du vent) pour mieux stabiliser le roulage à l'atterrissage. À l'inverse, les avions à train tricycle (un train à l'arrière, une roulette avant) doivent arrondir car seul le train principal est assez robuste pour absorber l'énergie du toucher des roues, contrairement à la roulette avant. Faire un trois points avec ce type d'appareil endommage le train avant qui à la longue, peut finir par se rompre.
Les gros porteurs commerciaux ont tous des trains tricycles et doivent arrondir afin d'éviter de toucher en trois points. À l'inverse, le bombardier B-52 possède lui deux trains principaux l'un derrière l'autre ce qui lui permet de faire un « deux points » sans arrondir.

### Remise de gaz
En cas d'impossibilité de poursuivre l'approche et l'atterrissage dans des conditions de sécurité suffisantes, le pilote peut décider d'effectuer une remise de gaz. Il applique alors une poussée moteur similaire à celle du décollage, et incurve la trajectoire de l'avion pour obtenir une pente positive permettant de regagner de l'altitude.
Cette décision peut notamment faire suite à l'occupation de la piste par un autre aéronef, ou à une trajectoire mal stabilisée, ou encore à des conditions météorologiques plus mauvaises que prévu sur la piste.
Dans le cadre de la formation des élèves pilotes, il est également possible de réaliser un re-décollage immédiat à l'issue d'un atterrissage, sans passer par un arrêt complet de l'avion : c'est le touch and go, en français : « Posé-décollé ».

## Domaine astronautique

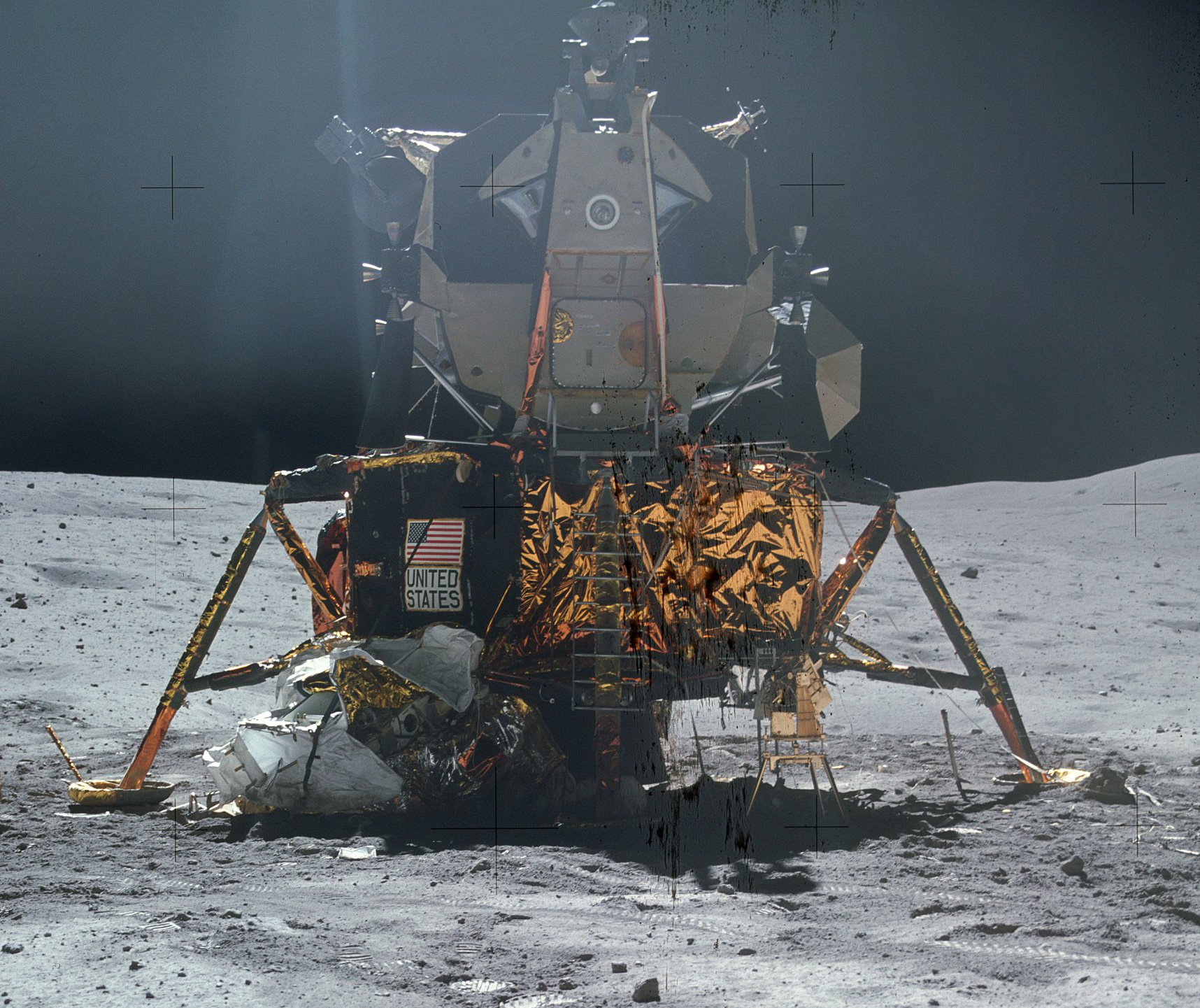
L'atterrisseur Apollo 16 LM sur la surface lunaire.

L’atterrissage, dans le domaine de l'astronautique, est l'action de poser un engin aérospatial sur le sol d'un astre. Les techniques d'atterrissage sont très variables car elles dépendent de plusieurs paramètres : présence ou absence d'une atmosphère, densité et hauteur de celle-ci, valeur de la gravité du corps, masse de l'engin à poser, part allouée au carburant, décélération maximale autorisée et précision requise pour la mission. En fonction de ces éléments différentes techniques sont utilisées en étant éventuellement combinées : rétrofusée (Lune, Mars), freinage atmosphérique (Terre, Mars), parachute (Terre, Mars), coussins gonflables (Mars). Sur des astres à gravité très faible (astéroïde, comète), il faut prévoir des systèmes de harpon car l'engin en se posant a tendance à rebondir. Dans des atmosphères très denses (Vénus), le freinage atmosphérique est tel, qu'un engin spatial peut atterrir sans aucun dispositif pour le freiner. L'éloignement de l'astre ajoute à la difficulté car l'engin s'il ne comporte pas d'équipage, doit prendre en compte de manière automatique des phénomènes non prévisibles comme la force des vents ou les irrégularités de la surface. Mais la contrainte la plus forte concerne la masse de carburant emportée qui est limitée par la capacité des lanceurs et les coûts de lancement.

## Domaine maritime
À l'origine, l'atterrissage est, en navigation maritime, le moment où un navire venant du large, le navigateur aperçoit la terre (visuellement ou au radar) et identifie la côte qui se présente à lui grâce à des amers caractéristiques. Cette identification lui permet d'effectuer un point par relèvements optiques ou par distances radar, et donc de recaler son estime. L'adoption d'un premier point sûr manifeste l'atterrissage : on dit que le navire a atterri. L'atterrissage est facilité par le choix d'une route arrivant sur une côte facilement identifiable, relief caractéristique (sur les anciennes cartes marines, figuraient des profils de côtes vus du large sous une direction particulière), feu d'un phare, etc. Il va de soi que l'apparition des systèmes de positionnement par satellites a réduit l'importance et la signification de l'atterrissage.
Au large des grands ports, il y a souvent des balises dites « d’atterrissage » (généralement des bouées d'eaux saines, équipée d'un émetteur AIS) que rejoignent les navires arrivant du large, avant de se diriger vers le port. Souvent proche de l'entrée du chenal d’accès au port et / ou du point d'embarquement / de débarquement des pilotes indiqué par un symbole en forme de losange plein entouré d'un cercle (couleur magenta).
L'atterrage est le terme décrivant l'abord des côtes, c'est-à-dire l'ensemble des points particuliers et des amers permettant de reconnaître une côte ou les approches d'un port depuis le large.

## Terminologie
| Type d'atterrissage | Terme employé                                                                                     |
| --- | ------------------------------------------------------------------------------------------------- |
| - Traditionnel - Sur l'eau, pour un hydravion - Sur un porte-avions - Sur la Lune - Sur n'importe quelle autre planète ou corps céleste (comète, astéroïde) - Dans les arbres | - Atterrissage - Amerrissage - Appontage - Alunissage ou atterrissage - Atterrissage - Arbrissage |